# پیمان پنج‌جانبه
اتحاد پنج‌جانبه در کنگره آکس لا شاپل در سال ۱۸۱۸ و زمانی که فرانسه به اتحاد چهارجانبه ایجاد شده توسط روسیه، اتریش، پروس و بریتانیا پیوست ایجاد شد.

## نوشتارهای مرتبط
- کنسرت اروپا
- پیمان چهارجانبه
- اتحاد مقدس
- کنگره وین